# Cublac
Cublac is een gemeente in het Franse departement Corrèze (regio Nouvelle-Aquitaine). De plaats maakt deel uit van het arrondissement Brive-la-Gaillarde. Cublac telde op 1 januari 2022 1.730 inwoners.

## Geografie
De oppervlakte van Cublac bedroeg op 1 januari 2022 20,18 vierkante kilometer; de bevolkingsdichtheid was toen 85,7 inwoners per km².
De onderstaande kaart toont de ligging van Cublac met de belangrijkste infrastructuur en aangrenzende gemeenten.

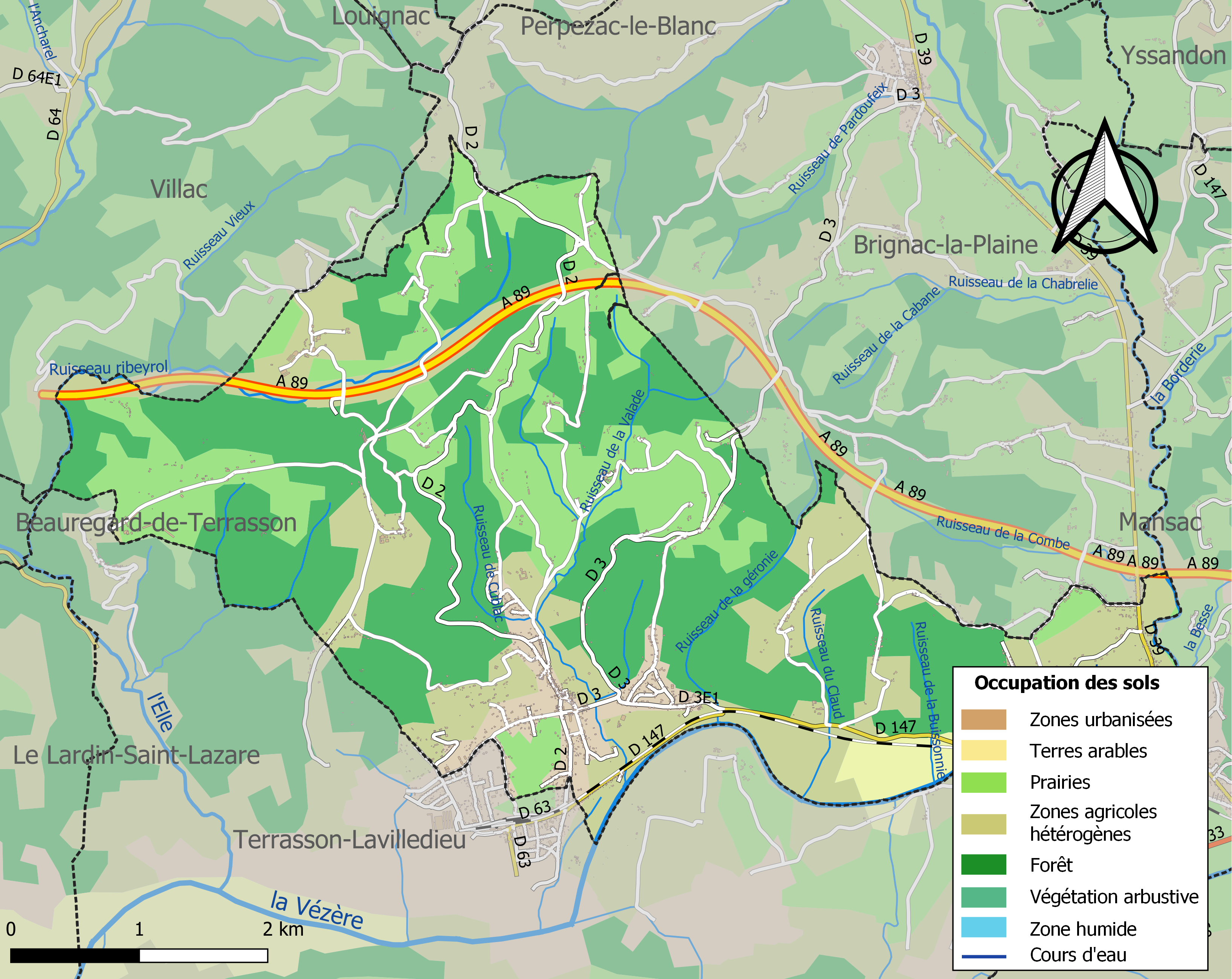

## Demografie
Onderstaande figuur toont het verloop van het inwonertal (bron: INSEE-tellingen).